# Jun Nishikawa
Jun Nishikawa (西川 潤 Nishikawa Jun?, Kawasaki, Kanagawa, 21 de febrero de 2002) es un futbolista japonés que juega como centrocampista en el Sagan Tosu de la J2 League.

## Trayectoria
En 2019 se unió al Cerezo Osaka de la J1 League.

## Clubes
| Club                 | País  | Año       |
| -------------------- | ----- | --------- |
| Cerezo Osaka         | Japón | 2019-     |
| Sagan Tosu (cedido)  | Japón | 2022-2023 |
| Iwaki F. C. (cedido) | Japón | 2024      |
| Sagan Tosu (cedido)  | Japón | 2025-     |